# 辛普森鎮區 (密蘇里州約翰遜縣)
辛普森鎮區（英語：Simpson Township）是位於美國密蘇里州約翰遜縣的一個行政鎮區。

## 地方資料
辛普森鎮區的面積為116.74平方千米，當中陸地面積為116.34平方千米，而水域面積為0.40平方千米。根據2020年美國人口普查的數據，當地共有人口1017人，而人口密度為每平方千米8.71人。